# Bota Sot
Bota Sot (deutsch: Die Welt Heute) ist eine kosovo-albanische Tageszeitung mit Redaktionssitz in Zollikerberg, Pristina und New York, die am 26. Juni 1995 gegründet wurde. Sie erscheint im Kosovo, in der Schweiz, in einigen anderen europäischen Staaten und in den Vereinigten Staaten. Mit einer Auflage von 70.000 bis 120.000 Exemplaren gehört sie zu den auflagenstärksten Zeitungen im Kosovo. In der Schweiz werden täglich 7000 Stück der Zeitung verkauft. Chefredakteur ist Xhevdet Mazrekaj.
Die Zeitung gilt in ihrer Ausrichtung als nationalistisch; mehrfach wurden ihr – unter anderem von der OSZE – rassistische oder fremdenfeindliche Äußerungen vorgeworfen, und sie wurde wiederholt zu Geldstrafen verurteilt. So ermittelte das Schweizer Bundesamt für Polizei (Fedpol) im Jahr 2001 wegen Verstoßes gegen das Antirassismusgesetz. Das Verfahren wurde 2002 eingestellt.
Im Oktober 2002 informierte Bota Sot durch eine Pressemitteilung, dass die Redaktionsräume bei Zürich einem Anschlag durch eine Paketbombe knapp entgangen seien. Im Dezember 2016 wurde in Folge einer Schlägerei eine DNA-Probe genommen, durch die der schweizerisch-mazedonische Täter identifiziert und am 31. Januar 2017 verhaftet werden konnte. Noch im gleichen Jahr wurde er wegen mehrfachen versuchten Mordes vom Bundesstrafgericht schuldig gesprochen und zu zehn Jahren Gefängnis verurteilt.